# Шчавница
Шчавнѝца (на полски: Szczawnica) е град в Южна Полша, Малополско войводство, Новотаргски окръг. Административен център е на градско-селската Шчавнишка община. Заема площ от 32,90 км2.

## Население
Според данни от полската Централна статистическа служба, към 1 януари 2014 г. населението на града възлиза на 5 983 души. Гъстотата е 182 души/км2.